# Keteleiland

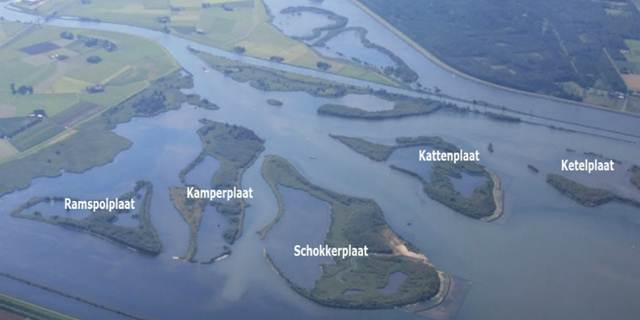
De nieuwe eilanden in de IJsselmonding

Het Keteleiland is een 46 ha. groot onbewoond eiland in het Ketelmeer, in de monding van de rivier de IJssel. Het behoort tot de Overijsselse gemeente Kampen en is eigendom van Kampereiland Vastgoed NV. Het eiland ontstond in 1940 door het graven van het Kattendiep waardoor het werd afgescheiden van het Kampereiland. Via de strekdam van het Keteldiep zijn het oostelijke en westelijke deel van het eiland met elkaar verbonden.
Ten noorden van Keteleiland heeft Rijkswaterstaat in de periode 2002-2003 vijf eilanden opgespoten. In 2016 kregen zij de namen Kamperplaat, Kattenplaat, Ramspolplaat, Schokkerplaat en Ketelplaat.

## Natuur
Het eiland bestaat uit grasland en rietvelden en een haventje voor recreanten. Keteleiland is onderdeel van het Nationaal Landschap IJsseldelta en het natuurgebied IJsselmonding. Op het eiland leven reeën en diverse soorten watervogels, bijvoorbeeld de purperreiger, brilduiker, visdief, het nonnetje en de zeearend. Er broeden ook zangvogels zoals de nachtegaal en de grote karekiet. Keteleiland is goed te observeren vanaf de vogeluitkijktoren Ketelmeer-Oost in de Rechterveldspolder op Kampereiland. Vanaf de uitkijktoren zijn ook de IJsselmond en de andere zeven platen van de IJsseldelta te zien.

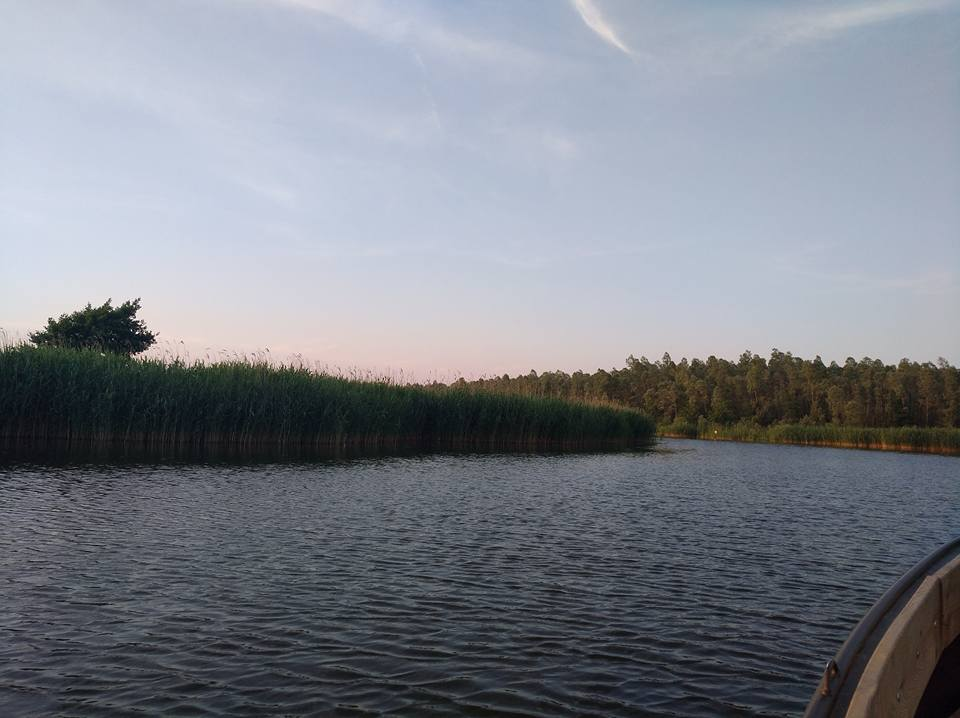
Doorkijk vanaf het Ketelmeer naar Schokkerplaat (Links) en Keteleiland (rechts)